# Дефекатор

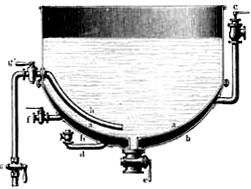
Однокотловый вертикальный дефекатор периодического действия, Германия, XIX век

Дефека́тор (от лат. defaeco — «очищать») — используемый при производстве сахара аппарат, который предназначен для очистки свекловичного или тростникового сока от различных примесей посредством негашёной извести. 

## Принцип действия
Важной стадией производства сахара является дефекация сахарного сока — очистка сырого свекловичного или тростникового сока от различных примесей, которые препятствуют дальнейшей концентрации и кристаллизации сахарозы, что необходимо для получения белого сахара. В процессе дефекации подогретый сахарный сок перемешивается с известью, которая посредством множественных эффектов часть нежелательных примесей разрушает химически, другую часть химически связывает в слаборастроримые осадки и, наконец, основную массу нежелательных примесей физически связывает внутри плохорастворимых осадков других соединений. Из полученной в результате массы затем легко выпаривают раствор собственно сахарозы, которую затем концентрируют и кристаллизуют, а накопленный осадок — дефекационную грязь — утилизируют. Дефекация, как правило, проходит при температуре массы около 80°. 
Простейший дефекатор представляет собой котёл, внутри которого происходит естественное перемешивание сахарного сока и извести, а также первичное отделение примесей в виде осадка. Котёл изготавляется из материалов, обладающих устойчивостью к коррозии, связанной с систематическим воздействием негашёной извести и устойчивостью к температуре, необходимой для эффективной дефекации. Однако, промышленные требования, связанные с повышением производительности сахарных заводов, и различные методы совершенствования дефекации способствовали появлению различных дефекаторов с более сложным устройством. 

## Виды дефекаторов

### По стадиям дефекации
Для повышения эффективности дефекации эта процедура часто подразделяется на два этапа: предварительную и основную. В процессе предварительной дефекации к сахарному соку добавляется небольшое количество извести — от 0,2 до 0,3%, что вызывает выпадение первого слоя осадков. В ходе основной дефекации концентрация извести увеличивается в 10 раз до 2—3%. Зачастую предварительная и основная дефекации проходят при разных температурах. Соответственно дефекаторы могут быть изготовлены специально для одного из этапов дефекации, а также могут быть многокотловыми, комбинируя внутри себя все этапы дефекации. Такой комбинированный дефекатор также известен как аппарат горячей дефекации

### По способам внесения извести
Хотя специалисты рекомендуют предварительное разведение извести в «молочко» и последующее примешивание молочка к сахарному соку, многие предприятия сахарной промышленности до сих пор используют добавление твёрдой извести непосредственно в сок. Дефекаторы, в которых используется последний способ добавления извести, обязательно снабжаются внутренней лопастной мешалкой для тщательного перемешивания массы. С другой стороны, простые дефекаторы, в которых сахарный сок смешивается с известковым раствором, могут не проводить внутреннего механического перемешивания массы. Современные дефекаторы, т.н. «дефекаторы непрерывного действия» и в случае добавления извести в виде «молочка» производят механическое перемешивание массы внутри котла для обеспечения равномерного распределения извести по сахарному соку. 
По типу подачи сока и извести дефекаторы разделяются на горизонтальные и вертикальные. Дефекаторы, в которые добавляется известь в твёрдом виде, всегда вертикальные, такой же конструкции, как правило, следуют все простые дефекаторы. В иных случаях, когда несколько дефекаторов объединяются в многокотловый аппарат, может использоваться горизонтальная конструкция. 